# William N. Weins
 William Nile Weins (* 17. März 1953 in Sioux City; † 3. November 2001 in Lincoln) war ein US-amerikanischer Maschinenbauingenieur, Metallurg und Hochschullehrer.

## Leben

### Herkunft, Ausbildung und Privatleben
Er kam 1953 als Sohn von June B. Stowell und Nile A. Weins in der Mittelstadt Sioux City im äußersten Westen des US-Bundesstaates Iowa zur Welt und hatte eine Schwester. Nach dem Schulabschluss im Jahr 1971 immatrikulierte er sich in seiner Heimatstadt für ein Studium der Mathematik und der Physik am methodistischen Morningside College. Dort erwarb er 1975 einen Abschluss. Im Mai 1980 wurde er an der Iowa State University in Ames – betreut von Doktorvater Oscar Norman Carlson (1920–1993) – mit der metallurgischen Dissertation Fast diffusion and electromigration of metallic solutions in thorium (de.: Schnelle Diffusion und Elektromigration von metallischen Lösungen in Thorium) zum Ph.D. promoviert.
William Weins war seit 1975 mit Kathryn R. Eckles verheiratet; das Paar hatte zwei gemeinsame Kinder. Er starb 2001 im Alter von nur 48 Jahren an Krebs.

### Berufliche Karriere
Den Großteil seines akademischen Berufslebens verbrachte Weins an der University of Nebraska in Lincoln. Dort erhielt er im November 1979 eine Anstellung als Assistant Professor für Maschinenbau (en.: mechanical engineering) und wurde 1983 zum Associate Professor befördert. Zwei Jahre später nahm man ihn 1985 in das Tenure-Track-Verfahren auf.
Ein Schwerpunkt seiner Arbeit lag auf Forschungen zur Mikrostruktur von Restaustenit, einer meist unerwünschten Phase in Stahl oder Gusseisen. Hierbei beschäftigte er sich insbesondere mit Korngrößen- und Texturanalysen sowie mit Untersuchungen zu Schwingbrüchen in Maschinenbauteilen. Ihm wurden auch mehrfach Fördermittel für Forschungen zu Eisenbahnen bewilligt – sei es über die mechanischen Aspekte des Abbrandes von Lagern, über den Luftstrom entlang Güterzügen in langen Tunneln oder über die Vibrationscharakteristika von Zylinderrollenlagerkäfigen. Zwischen 1997 und 2000 war er einer der Betreuer der „Ethanol Vehicle Challenge“. Im Rahmen dieses Studentenprojektes wurden mehrere Fahrzeuge der Chevrolet-Marken Malibu und Silverado möglichst energieeffizient auf die Nutzung des Ethanol-Kraftstoffes E85 umgerüstet.
Darüber hinaus fungierte Weins als technischer Berater für die im August 2000 erfolgte Hebung des 1864 gesunkenen konföderierten U-Bootes H. L. Hunley sowie für die fortgesetzte Instandhaltung des Wracks des 1941 beim Angriff auf Pearl Harbor gesunkenen Schlachtschiffes Arizona.

## Ehrungen
- 2001: Holling Family Teaching/Advising/Mentoring Award der University of Nebraska-Lincoln[4]
- 2016: Ein Forscherteam seiner Alma Mater in Lincoln entwickelte eine mathematische Formel zur Abschätzung der Korrosionsrate der USS Arizona und benannte den sich daraus ergebenden Wert als „Weins-Zahl“.[5][6]